# Мико, Имре
Имре Мико (4 сентября 1805, Забола — 16 сентября 1876, Коложвар) — венгерский государственный деятель, историк, политик, губернатор Трансильвании (1860—1861), министр транспорта Венгрии (1867—1870). За свои заслуги и труд в сфере образования и экономики получил титул «Сечени Трансильванский».

## История
Имре родился 4 сентября 1806 года в Заболе, его отец, граф Дьёрдь Мико был королевским судьем Харомшека, мать Имре, Борбала Микеш, также была графиней. Семья Мико — это очень старинная семья, первые упоминания которой уходят в 1252 год.
С 1813 года Имре учился в реформатскрм колледже Надьенеда, где уделялось особенное внимание изучению гуманитарных наук, немецкого и латинского языков, во время учебы на него очень сильно повлияли учения Канта.
В 1824 он завершил обучение в Нагьенеди с отличием. После этого он поступает в королевский двор в Тыргу-Муреше, где получил диплом юриста с отличительными результатами экзаменов.
Он начал свою политическую карьеру в качестве чиновника Губернии Трансильвании в 1826 году и достиг должности казначея в 1847 году. Позже был назначен временным, а затем фактическим губернатором во время Венгерской революции 1848 года . Он председательствовал на Национальном собрании секеев в Агьягфалве, которое поддержало Венгерскую войну за независимость. После поражения восстания он на некоторое время отошел от политики.
После этого он посвятил свою жизнь подъему экономической и культурной жизни Трансильвании, участвовал в создании Трансильванской экономической ассоциации (1854) и Трансильванского музейного общества (1859). Он спонсировал Национальный театр Коложвара, поощрял образование и сельское хозяйство, активно участвовал в делах кальвинистской епархии Трансильвании. Он отредактировал и опубликовал три тома «Справочник исторических данных Трансильвании».
В 1860-х он возвращается в политику, становится губернатором Трансильвании, а затем, в 1865 году, членом парламента от Коложвара. В 1867 получает пост министра общественных работ и транспорта. Основал железную дорогу между Венгрией и Трансильванией, а также благодаря нему была основана железнодорожная компания MÁV Zrt, которая существует и по сей день.